# Stéphane Lambiel
Stéphane Lambiel (Martigny, Wallis kanton, Svájc, 1985. április 2. –) kétszeres világbajnok svájci műkorcsolyázó.

## Életrajza
Gyermekkorát Saxonban (Wallis/Valais kanton) töltötte. Van egy nővére, Silvia (született: 1981) és egy öccse, Christopher (született: 1989). Jelenleg Svájcban, Lausanne-ban él. 2004 júniusában érettségizett le biológiából és kémiából. Úgy döntött, egyelőre nem megy egyetemre, hogy semmi ne vonja el a figyelmét a korcsolyázástól.
Anyanyelve a francia, ezenkívül beszél angolul, németül, olaszul és portugálul. Önmagát így jellemzi: őrült, szenvedélyes, türelmetlen, divatőrült, akinek sok extrém tulajdonsága van (már ami a személyiségét illeti). Életének legfontosabb pillanatai: amikor kvalifikálta magát a 2002-es olimpiai játékokra, miután csodálatos kűrt mutatott be a szintén 2002-es lausanne-i Európa-bajnokságon; a moszkvai világbajnokság egész hete és a beszéd, amit az édesapja mondott az olimpia után.

## Pályafutása
Lambiel az első svájci, aki világbajnok és olimpiai érmes lett Hans Gerschwiler 1940-es évekbeli sikerei óta.
A 2005-ös világbajnokságon ő volt az egyetlen a mezőnyben, aki két négyfordulatos toe loop-ot ugrott a szabadkorcsolyázás (kűr) során, és megnyerte a versenyt. 2006-ban a januári lyoni Európa-bajnokságon ezüstérmes lett. Szintén második lett a torinói téli olimpián, ahol sérült térddel versenyzett (az egyik edzés során elesett). Ennek ellenére bemutatott többek között egy négyfordulatos-tripla-dupla kombinációt. A márciusi világbajnokságon Calgaryban sikerült megvédenie címét, ezzel ő lett az első svájci műkorcsolyázó, aki két világbajnoki aranyat nyert. 2007. január 17-én motiváció hiányában lemondta a részvételt a varsói műkorcsolya Európa-bajnokságon, azonban a tokiói világbajnokságon részt vett és bronzéremmel tért vissza.
Az edzője évek óta Peter Grütter, a koreográfusa pedig Salomé Brunner.

## Eredményei

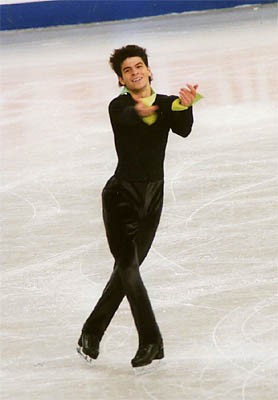
Stéphane Lambiel

Kétszeres világbajnok (2005, 2006), olimpiai ezüstérmes (2006, Torino), hétszeres svájci bajnok. Hans Gerschwiler 1947-es világbajnoki győzelme után a svájciaknak sokáig nem akadt olyan versenyzője, aki megérdemelte volna a világ legjobbjának járó medaliont. Azonban 2005-ben megtört a jég: a svájciak ifjú reménysége, Stephane Lambiel ugyanis nyakába akaszthatta az aranyérmet Moszkvában. Az idén a hetedik svájci bajnoki címét szerző műkorcsolyázónak a 2005/06-os szezonban teljesült élete (egyik) álma: dobogóra állhatott a téli olimpián is – igaz, ezüstérmesként, de ez is hatalmas örömöt okozott a svájci népnek. Távoli célja pedig természetesen az olimpiai aranyérem és minél több VB és Eb-győzelem.

### 2007/2008
- 5. helyezés, világbajnokság (Göteborg, Svédország)
- 2. helyezés, Európa-bajnokság (Zágráb, Horvátország)
- 2. helyezés, Grand Prix Cup of Russia (Moszkva, Oroszország)
- 3. helyezés, Grand Prix Cup of China (Harbin, Kína)
- svájci bajnok

### 2006/2007
- 3. helyezés, világbajnokság (Tokió, Japán)
- 1. helyezés, Grand Prix Skate Canada (Victoria)
- svájci bajnok

### 2005/2006
- világbajnok (Calgary, Kanada)
- olimpiai ezüstérmes (Torino, Olaszország)
- Európa-bajnoki ezüstérmes (Lyon, Franciaország)
- 1. helyezés, Grand Prix-döntő (Tokió, Japán)
- svájci bajnok
- 2. helyezés, Grand Prix Cup of Russia (Szentpétervár)
- 2. helyezés, Grand Prix Cup of China (Peking)

### 2004/2005
- világbajnok (Moszkva, Oroszország)
- 4. helyezés, Európa-bajnokság (Torino, Olaszország)
- svájci bajnok

### 2003/2004
- 4. helyezés, világbajnokság (Dortmund, Németország)
- 6. helyezés, Európa-bajnokság (Budapest)
- svájci bajnok
- 5. helyezés, Grand Prix Cup of Russia (Moszkva)

### 2002/2003
- 10. helyezés, világbajnokság (Washington, USA)
- 5. helyezés, Európa-bajnokság (Malmö, Svédország)
- svájci bajnok
- 1. helyezett, Ondrej Nepela Memorial (Pozsony, Szlovákia)
- 1. helyezett, 'Les Etoiles de la Glace' (Párizs, Franciaország)

### 2001/2002
- olimpiai 15. helyezés (Salt Lake City, USA)
- 18. helyezés, világbajnokság (Nagano, Japán)
- 4. helyezés, Európa-bajnokság (Lausanne, Svájc)
- svájci bajnok
- 6. helyezés, Grand Prix 'Trophée Lalique' (Párizs, Franciaország)
- 11. helyezés, Finlandia Trophy (Helsinki, Finnország)

### 2000/2001
- 9. helyezés, Európa-bajnokság (Pozsony, Szlovákia)
- 5. helyezés, junior világbajnokság (Szófia, Bulgária)
- svájci bajnok
- 2. helyezés, Junior Grand Prix (Mexikóváros, Mexikó)

### 1999/2000
- 10. helyezés, junior világbajnokság (Oberstdorf, Németország)
- 7. helyezés, Junior Grand Prix 'Piruetten' (Hamar, Norvégia)
- 3. helyezés, Junior Grand Prix 'SBC Cup' (Nagano, Japán)

### 1998/1999
- 2. helyezés, European Youth Olympic Winter Festival (Poprád, Szlovákia)
- svájci junior bajnok
- 8. helyezés, Junior Grand Prix of St-Gervais (Franciaország)
- 8. helyezés, Junior Grand Prix of Beijing (Kína)

### 1997/1998
- svájci junior bajnok